# سوزاکو (فیلم)
سوزاکو (ژاپنی: 萌の朱雀) فیلمی در ژانر درام به کارگردانی نایومی کاواسه است که در سال ۱۹۹۷ منتشر شد. از بازیگران آن می‌توان به ماچیکو اونو و جون کونیمورا اشاره کرد. این فیلم برنده دوربین طلایی از جشنواره فیلم کن شده‌است.